# Motion Picture Association of America
De Motion Picture Association (MPA) is een Amerikaanse organisatie opgericht in 1922 met als doel het promoten van Amerikaanse films en het vergroten van de verkopen van de bij de MPA aangesloten studio's en producenten. Ook verzorgt zij de leeftijdsadviezen voor films. De bestuursvoorzitter van de MPA is sinds 2017 Charles Rivkin.

## Leden
- Walt Disney Studios
- Sony Pictures Entertainment
- Paramount Pictures
- Universal Studios
- Warner Bros.
- Netflix

## Tegengaan van illegaal verspreiden van media
De MPAA probeert ook te voorkomen dat mensen media van deelnemers illegaal verspreiden via het internet. De MPAA heeft er onder andere voor gezorgd dat er geen links naar inhoud met auteursrecht meer te vinden zijn via zoekmachines Ook staat de MPAA er om bekend mensen die via P2P-programma's downloaden, aan te klagen. Vaak resulteert dit in een schikking.

## Leeftijdsadviezen en -voorschriften
De MPAA verzorgt ook de leeftijdsadviezen en -voorschriften voor films die in de Verenigde Staten worden vertoond.
Adviezen:
- G (General Audiences): Alle leeftijden.
- PG (Parental Guidance Suggested): Meekijken door ouders of verzorgers gewenst.
- PG-13 (Parents Strongly Cautioned): Film bevat mogelijk materiaal dat ongeschikt is voor kinderen jonger dan 13 jaar.

Voorschriften en verboden:
- R (Restricted): Personen jonger dan 17 jaar mogen alleen samen met een ouder of verzorger naar de film kijken.
- NC-17 (No one 17 and under admitted): Niemand van 17 jaar of jonger mag de film kijken.